# Ernst Uhler
Ernst Uhler – szwajcarski strzelec, mistrz świata.
Związany z miejscowością Emmishofen, był przedsiębiorcą. 
Podczas swojej kariery Uhler zdobył jeden medal na mistrzostwach świata, co wydarzyło się na zawodach w 1913 roku. Wywalczył złoto w karabinie dowolnym w trzech postawach z 300 m drużynowo (skład drużyny: Matthias Brunner, Jean Reich, Konrad Stäheli, Caspar Widmer, Ernst Uhler). Na tym turnieju był jednym z ośmiu reprezentantów Szwajcarii w konkurencjach karabinowych.

## Medale mistrzostw świata
Opracowano na podstawie materiałów źródłowych:
| Mistrzostwa     | Konkurencja                                     | Wynik             | Miejsce |
| --------------- | ----------------------------------------------- | ----------------- | ------- |
| Camp Perry 1913 | Karabin dowolny, trzy postawy, 300 m, drużynowo | 4959 pkt. (druż.) |         |